# Стара рушниця (фільм)
«Стара рушниця» (фр. Le Vieux Fusil) — кінофільм спільного французько-німецького виробництва поставлений режисером Робером Енріко у 1975 році. Головні ролі виконали Філіпп Нуаре та Ромі Шнайдер. У 1976 році фільм отримав премію «Сезар» у категорії Найкращий фільм.

## Сюжет
Дія стрічки відбувається у 1944 року в місті Монтобані, Франція. Хірург місцевої лікарні Жульєн Дандьє (Філіпп Нуаре), некривдний товстун, лікар-гуманіст, що лікує і бійців Опору, і колабораціоністів з міліції, розуміє, що скоро місто звільнять союзники, що вже висадилися у Нормандії. Він посилає дружину (Ромі Шнайдер) і доньку до свого родового замку Барбері, а коли приїжджає їх відвідати, з жахом виявляє тіла мирних жителів, убитих прямо в церкві, знаходить застрелену доньку і спалену з вогнемета дружину. У замку засів загін СС. Збожеволілий від горя Жульєн знаходить дідівську рушницю і ламає опори моста, гітлерівці опиняються в пастці. У село приїжджає партизанська розвідгрупа, але месник обманює їх, кажучи, що усі німці поїхали. Прекрасно знаючи усі таємні ходи замку, доктор один вступає в бій з цілим загоном, винищуючи усіх німців. Останніми він топить двох солдатів в криниці і, оволодівши вогнеметом, спалює німецького гауптштурмфюрера, заразом підпалюючи замок. Паралельно ретроспекцією проходять спогади про довоєнне життя сім'ї.

## В ролях
| Актор(ка)           |   | Роль                     |
| ------------------- | - | ------------------------ |
| Філіпп Нуаре        | … | Жульєн Дандьє            |
| Ромі Шнайдер        | … | Клара Дандьє             |
| Жан Буіс            | … | Франсуа                  |
| Йоахім Ганзен       | … | гауптштурмфюрер СС       |
| Роберт Гоффман      | … | унтерштурмфюрер СС       |
| Карл Мікаель Воглер | … | доктор Мюллер            |
| Мадлен Озере        | … | мати Жульєна             |
| Каролін Бономм      | … | Флоранс Дандьє, 8 років  |
| Катрін Делапорт     | … | Флоранс Дандьє, 13 років |
| Антуан Сен-Жон      | … | солдат, вбитий на кухні  |
| Жан-Поль Сізіф      | … | командир загону міліції  |

## Нагороди та номінації
| Нагороди та номінації фільму | Нагороди та номінації фільму | Нагороди та номінації фільму                    | Нагороди та номінації фільму | Нагороди та номінації фільму | Нагороди та номінації фільму |
| Рік                          | Нагорода                     | Категорія                                       | Номінант                     | Результат                    |                              |
| ---------------------------- | ---------------------------- | ----------------------------------------------- | ---------------------------- | ---------------------------- | ---------------------------- |
| 1976                         | Премія «Сезар»               | Найкращий фільм                                 | Стара рушниця                | Перемога                     |                              |
| 1976                         | Премія «Сезар»               | Найкращий режисер                               | Робер Енріко                 | Номінація                    |                              |
| 1976                         | Премія «Сезар»               | Найкращий актор                                 | Філіпп Нуаре                 | Перемога                     |                              |
| 1976                         | Премія «Сезар»               | Найкраща акторка другого плану                  | Жан Буіс                     | Номінація                    |                              |
| 1976                         | Премія «Сезар»               | Найкращий оригінальний або адаптований сценарій | Робер Енріко, Паскаль Жарден | Номінація                    |                              |
| 1976                         | Премія «Сезар»               | Найкращий оператор                              | Етьєн Беккер                 | Номінація                    |                              |
| 1976                         | Премія «Сезар»               | Найкраща музика до фільму                       | Франсуа де Рубе              | Перемога                     |                              |
| 1976                         | Премія «Сезар»               | Найкращий монтаж                                | Єва Зора                     | Номінація                    |                              |
| 1976                         | Премія «Сезар»               | Найкращий звук                                  | Бернар Обі                   | Номінація                    |                              |
| 1976                         | Давид ді Донателло           | Найкращий іноземний актор                       | Філіпп Нуаре                 | Перемога                     |                              |

## Цікаві факти
- Ідеєю сюжету послужила різанина в Орадур-сюр-Глан, коли панцер-гренадерський батальйон Ваффен-СС «Фюрер» дивізії «Дас Райх» вирізав населення однойменного села: чоловіків, жінок і дітей (всього 642 жертви), що стало наймасовішим вбивством цивільних, скоєних німецькими військами на французькій території за всю історію Франції. Дивізія «Дас Райх» йшла з Півдня Франції на підмогу німецьким військам, борцям в Нормандії, і на всьому шляху піддавалася постійним нападам партизанів.
- Зйомки фільму проходили в населеному пункті Брюнікель департаменту Тарн і Гаронна і у місті Монтобан.
- Після виходу фільму Філіпп Нуаре став першим актором, що отримав премію «Сезар» за найкращу чоловічу роль.
- Фільм став останньою роботою композитора Франсуа де Рубе[fr], який помер через три місяці після виходу фільму. На першій церемонії вручення премій «Сезар» йому посмертно вручили премію «Сезар» за найкращу музику, написану до фільму.